# Guido Ferrari
Guido Ferrari (Novara, 6 de febrero de 1717-Monza, 11 de febrero de 1791) fue un jesuita y humanista italiano.

## Biografía
Durante sus estudios (1735-1747), alcanzó tal dominio del latín que, tras la tercera probación, se le confió la cátedra de retórica en el Colegio Jesuita de Brera de Milán y la regentó por once años (1747-1758), con fama de uno de los mejores latinistas de su tiempo. Giulio Cesare Cordara lo eligió como revisor de sus trabajos. Obligado a dejar la docencia por su mala salud, se quedó en Brera como escritor (1758-1773). Con un latín elegante y notable objetividad, escribió relatos de hazañas militares, sobre todo del gran general, el príncipe Eugenio de Saboya, entre las que destaca De bello pannonico (escrita mientras Ferrari era estudiante de teología) y De bello italico. Publicó, también, estudios sobre la historia antigua de Lombardía, así como muchos elogios y discursos de ocasión. Cultivó la epigrafía latina con notable éxito. Después de la supresión de la Compañía de Jesús (1773), el marqués Recalcati, nuevo rector del Colegio Real de Monza le invitó a residir allí, donde seguían otros antiguos jesuitas. Francesco Ricca, también ex jesuita, preparó en seis volúmenes la edición de las obras de Ferrari, que este mismo había ya iniciado.

## Obras
- De rebus gestis Eugenii Principis a Sabaudia Bello Pannonico (Roma, 1747).
- De rebus gestis Eugenii Principis a Sabaudia Bello Italico (Milan, 1752).
- Inscriptiones (Milan, 1765).
- Dissertationes pertinentes ad insubriae antiquitates (Milan, 1765).
- De rebus gestis Eugeni Principis a Sabaudia Bello Germanico... Bello Belgico (Zutphen, 1773).
- Res gestae auspiciis M. Theresiae Augustae ab ejus regni initio ad annum MDCCLXIII. Inscriptionibus explicatae... (Viena, 1773).
- Opera, 6 v. (Milan, 1791).